# Kysucké Nové Mesto
Kysucké Nové Mesto je město na Slovensku v okrese Kysucké Nové Mesto.

## Přírodní poměry
Město se nachází na rozhraní Javorníků a Kysucké vrchoviny přibližně 10 kilometrů severně od města Žilina, převážně na pravém břehu řeky Kysuca.

### Geomorfologie
Geologická stavba území Kysuckého Nového Mesta je tvořená flyšovým a bradlovým pásmem. Flyšové pásmo tvoří větší část území. Nachází se hlavně v oblasti Javorníků. Jílovce převládají nad pískovci. Jeho tloušťka se odhaduje na 1 600 metrů.
Bradlové pásmo se vyskytuje především v jižní části území města při Kysucké vrchovině. Vyznačuje se složitou geologicky-tektonickou stavbou.

### Podnebí
Oblast města se zařazuje do mírně teplé klimatické oblasti Slovenska. Samotné město bez městských částí se nachází v teplé oblasti, protože minimálně 50 dní v roce je s teplotou denního maxima 25 °C a víc. Průměrná roční teplota v městě je 8,01 °C. Vegetační období trvá přibližně 275 dní v roce (kdy je denní teplota vyšší než 5 °C). Užší vegetační období trvá 150 dní (při teplotě 10 °C a víc). Průměrná červnová teplota je 17 °C a lednová −4,5 °C.
Město patří mezi středně vlhké lokality Slovenska, kdy průměr srážek ve městě je za rok 779 mm, z čehož 474 mm připadá na vegetační období. Sněhová pokrývka bývá v údolí řeky Kysuca do 50 cm a trvá 80 až 100 dní. Mrazových dní je ve městě ročně 120 až 140, zamračených 120 až 150 a jasných 40 až 60.

### Vodstvo
Území Kysuckého Nového Mesta patří do povodí Váhu a odvodňuje ho řeka Kysuca. Z území odvádí víc vody než např. Dudváh, Žitava, Rimava, Torysa či Topľa z větších území povodí. Průměrný roční průtok dalších vodních toků v katastrálním území města do Vadičovského potoka, Neslušanky a Snežnice je 1 m³/sek.

## Symboly města
Město mělo pečeť už v roce 1416. Na pečetidle je sv. Jakub, který v pravé ruce drží stylizovaný květ, v levé valchový druk, zabalený do sukna. Mezi dvěma perličkovými kruhy je kruhopis: SIGILLUM: DE: NOVA: CIVITATE. Stříbrné pečetidlo bylo ve městě používáno ještě v roce 1938, v současnosti se nachází v archivu SNM v Martině.
V dubnu roku 1991 schválilo městské zastupitelstvo v Kysuckém Novém Meste definitivní znění textu městské pečetě a od něj odvozené pečetě pro primátora a městský úřad. Na předcházejících zasedáních se rozhodlo, aby se při nových návrzích vycházelo z nejstarší používané pečetě. Heraldická komise v Bratislavě analýzou zjištěných faktů dospěla k názoru, že Madonna s dítětem (centrální motiv jedné ze starých pečetí, které sádrový odlitek se nacházel v kaštele v Radoli), je novější jako pečeť, která zobrazuje sv. Jakuba mladšího s textem : SIGILLUM - DE - NOVA - CIVITATE (pečať Kysuckého Nového Mesta).
Akademický malíř Pavol Muška byl v roce 1991 pověřen úpravou městské pečeti, městského znaku i městské vlajky. Na základě toho byla městská pečeť vyhotovena z kovu jen v jednom exempláři a vždy ji bude mít propůjčenou primátor. Další pečeť nese název: Kysucké Nové Mesto – Mestský úrad.

## Hospodářství a doprava
Ve městě působí výrobce ložisek, který je největším zaměstnavatelem ve městě.
Město získalo železniční spojení už koncem 19. století v rámci výstavby košicko-bohumínské železnice. Provoz na trati Český Těšín – Žilina začal 8. ledna 1871. Přes Kysucké Nové Mesto prochází silnice I/11.

## Společnost
- Městské kulturně-sportovní středisko
- Centrum volného času
- kino „KYSUCA“
- Městská knihovna (Belanského 9)
- Kysucká hvězdárna

### Školství
- ZŠ Nábrežná, Nábrežná 845
- ZŠ Clementicova, Clementisova 616
- ZŠ Suľkov, Dolinský potok č. 1114
- Gymnázium, Komenského 1357
- Spojená škola, Nábrežná 1352 (složena z Střední průmyslové školy a Obchodní akademie)
- Spojená škola, Športová 1326 (složena z Střední odborné školy strojírenství a Střední odborné školy)

## Pamětihodnosti

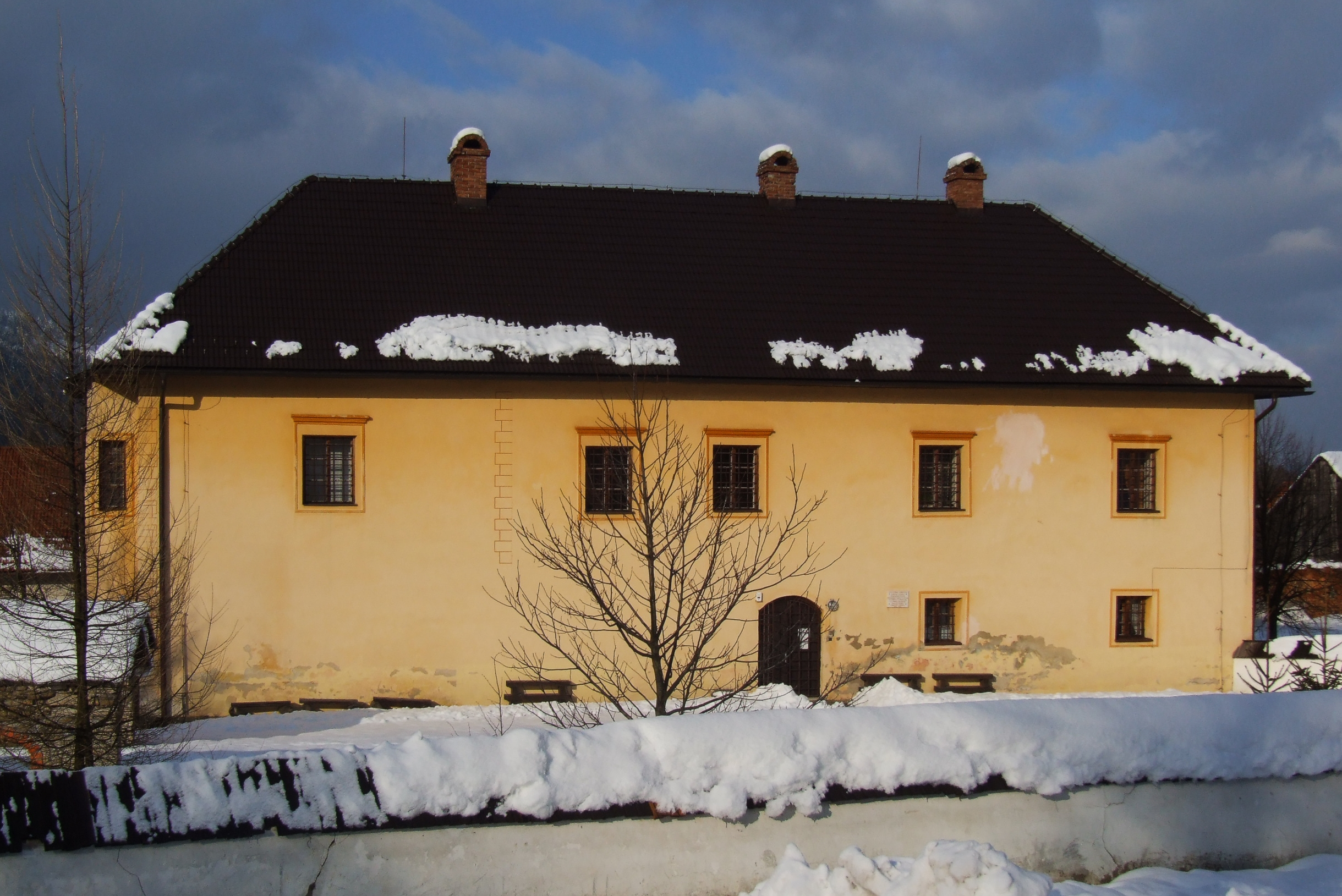
Kaštel v přilehlé obci Radoľa

Historické centrum města je zachované a skládá se z pěší zóny (Belanského ulica), která ústí na náměstí Svobody. Na rohu náměstí se nachází římskokatolický kostel svatého Jakuba, který byl postavený v roce 1284. Na Belanského ulici se nachází Mariánský kostel postavený v roce 1817.

## Osobnosti
- Karol Hlučil, matematik
- Štefan Čelko, jazykovědec a publicista
- Andrej Majer, básník

## Partnerská města
- Rive de Gier, Francie
- Gogolin, Polsko
- Jablunkov, Česko